# 勞拉黏盲鰻
勞拉黏盲鳗，为盲鳗科黏盲鳗属的鱼类。分布於東南太平洋的智利海域，屬深海底棲魚類，棲息深度在水深2400公尺，體長可達37.5公分，在泥底掘洞而居，以死屍為食。

## 扩展阅读
維基物種上的相關：勞拉黏盲鳗